# Ulrich Rückriem
Ulrich Rückriem (Düsseldorf, 30 september 1938) is een Duitse beeldhouwer, die op grond van zijn werkwijze tot de minimalistische stroming wordt gerekend.

## Leven en werk
Na een opleiding tot steenhouwer in Düren van 1957 tot 1959, werkte hij aan de Dombauhütte in Keulen (restauratie van de Dom van Keulen). Daarna startte hij een beeldhouwstudie aan de Kölner Werkschulen bij Ludwig Gies. Tegelijkertijd vestigde hij zich als vrij kunstenaar. In de periode van 1966/1967 eerst met houtsculpturen uit balken vervaardigd, vanaf 1968 creëerde hij zijn eerste stenen beelden. Vanaf dit punt in zijn carrière toonde hij zijn tot op heden karakteristieke manier van werken. Rückriem snijdt en splijt een groot blok steen in sterk gereduceerde vormen: rechthoeken en vierkanten. Daarna voegt hij de verschillende delen weer samen tot de oorspronkelijke steen, maar met een verandering: breukranden en boorgaten getuigen van de veranderingen die zijn opgetreden. Hij wordt daarom vaak zowel met minimalisme als met conceptuele kunst geassocieerd.
Vanaf 1969 werkte Rückriem in een gemeenschappelijk atelier met Blinky Palermo in Mönchengladbach. Ook leefde en werkte hij van 1963 tot 1971 in Clonegal (Ierland), in Slot Nörvenich in Nörvenich en in Normandië.
Hij was achtereenvolgens hoogleraar aan de Hochschule für Bildende Künste Hamburg (1974), de Kunstakademie Düsseldorf (1984) en de Städelschule, Frankfurt am Main (1988).
Vele solotentoonstellingen, groepstentoonstellingen, documenta (1972: 5, 1982: 7, 1987: 8, 1992: IX) in Kassel. Ulrich Rückriems werk is in veel collecties en musea vertegenwoordigd. Zijn sculptuur Granit Rosa Porriño bevindt zich op de Alten Marktplatz in Lörrach als onderdeel van de beeldenroute de Lörracher Skulpturenweg. Andere sculpturen van Rückriem staan voor het Goethe-Instituut in München, in de beeldenparken van het⁵ Neues Museum Nürnberg in Neurenberg, de Neue Nationalgalerie in Berlijn,  als gedenktekens voor de slachtoffers van de Holocaust  op 10 plaatsen in de gemeente Düren,  in het Skulpturenpark Köln in Keulen, het Kröller-Müller Museum in Otterlo en op Landgoed Baasdam in Tubbergen. Zijn laatste werk, de Ursprung, is in 2014 op dit landgoed geplaatst.
In 1994 werd in Rommerskirchen-Sinsteden de Beeldenexpo Ulrich Rückriem geopend. In twee expohallen, alsmede op het buitenterrein bevinden zich op 2000m² ongeveer 100 beelden. In het Amsterdamse Bos staat sinds 1999 Scheibe.
De kunstenaar leeft en werkt in Clonegal (County Carlow, Ierland).

## Fotogalerij

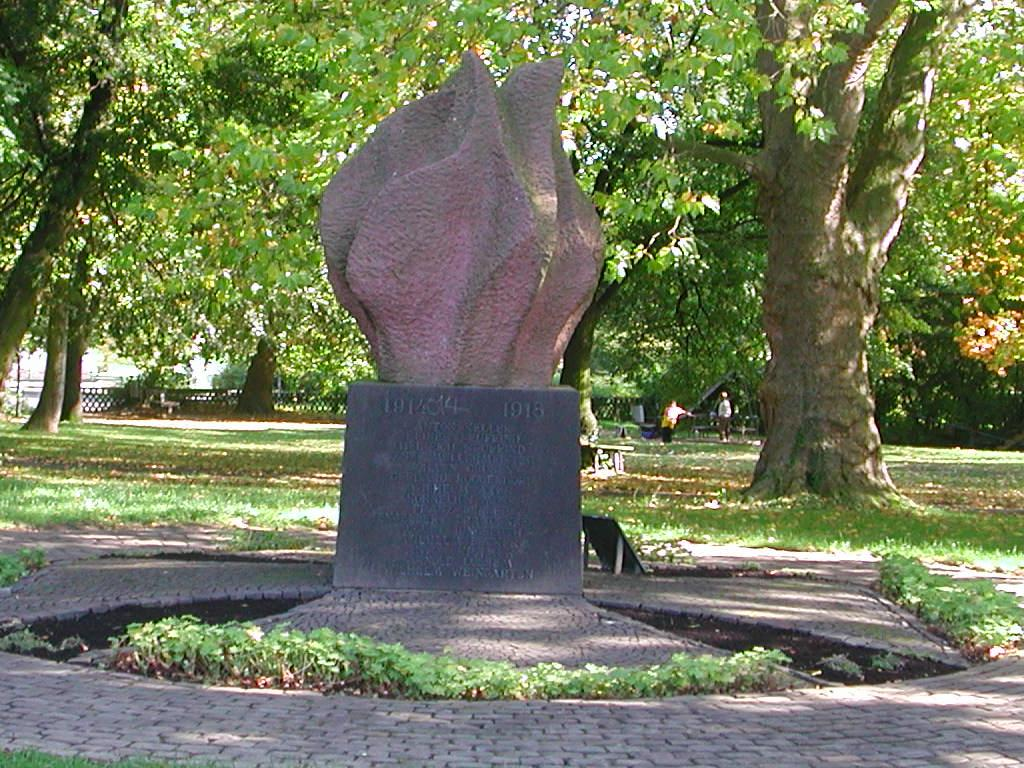
Monument (1965) Nörvenich
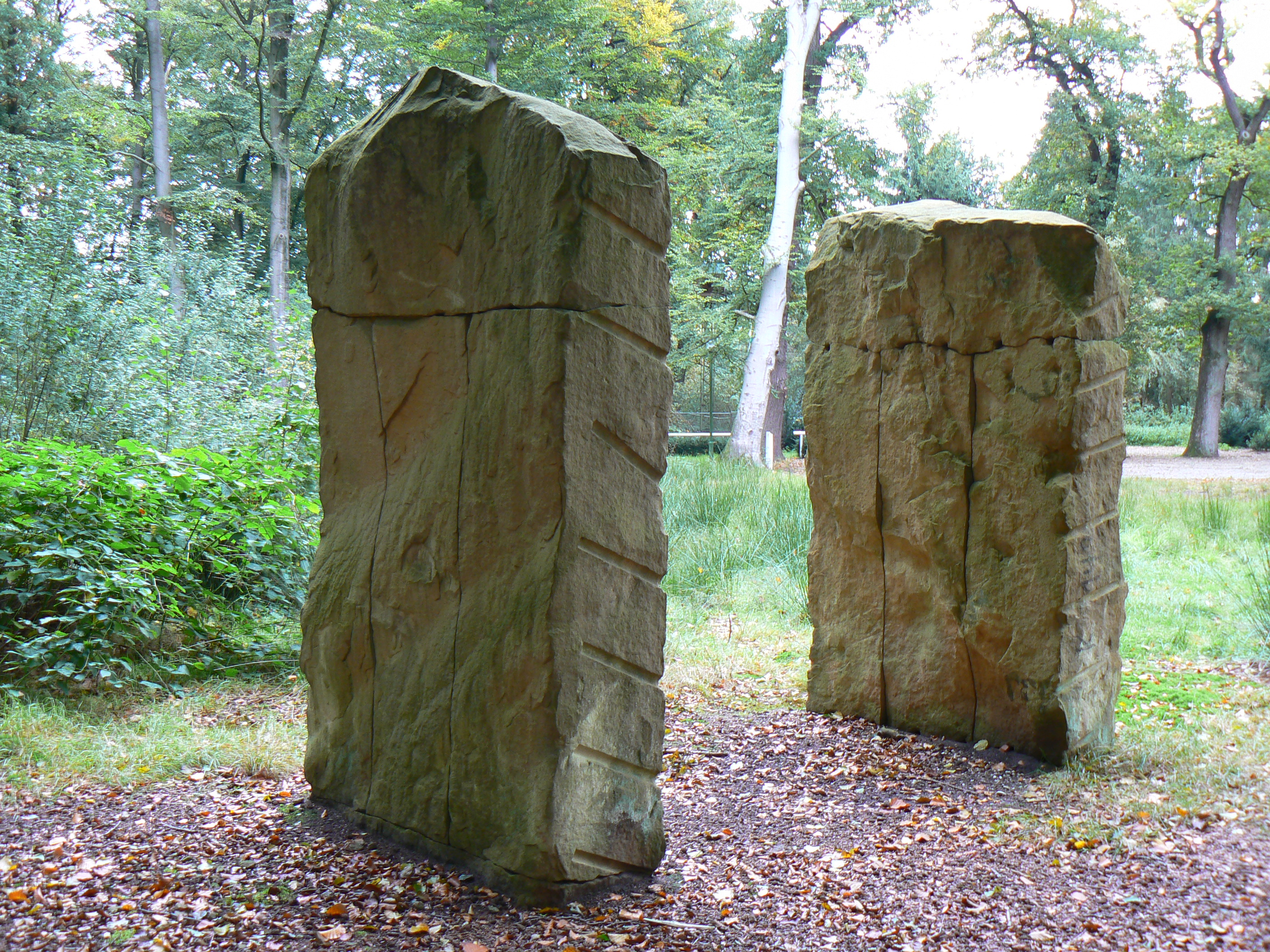
Untitled (1982) Kunstwegen Klooster Frenswegen
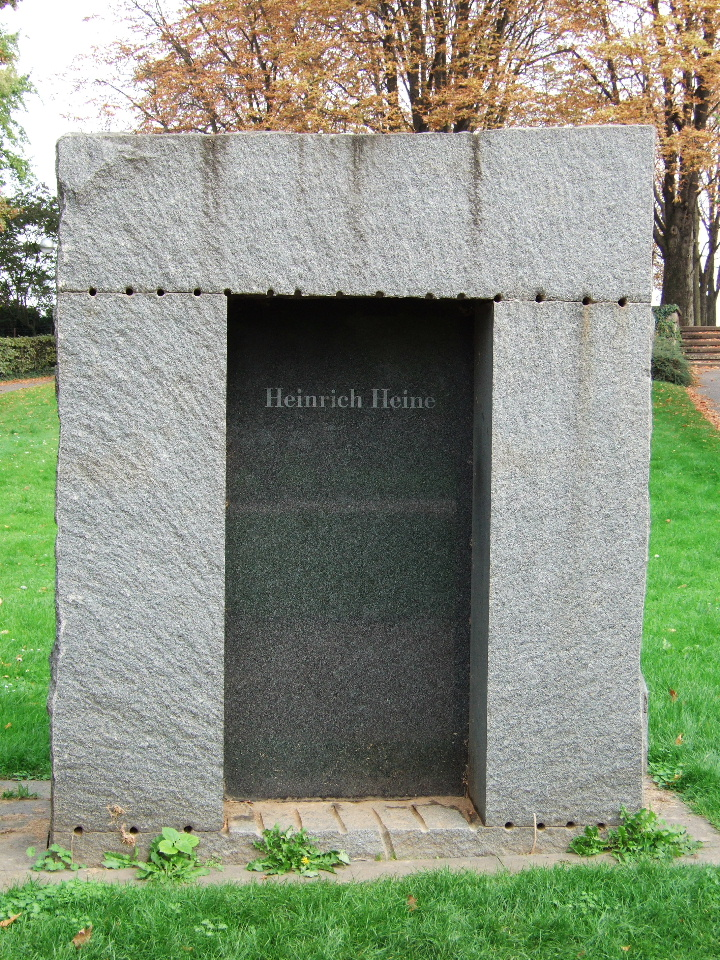
Heine-Denkmal (1982) Bonn
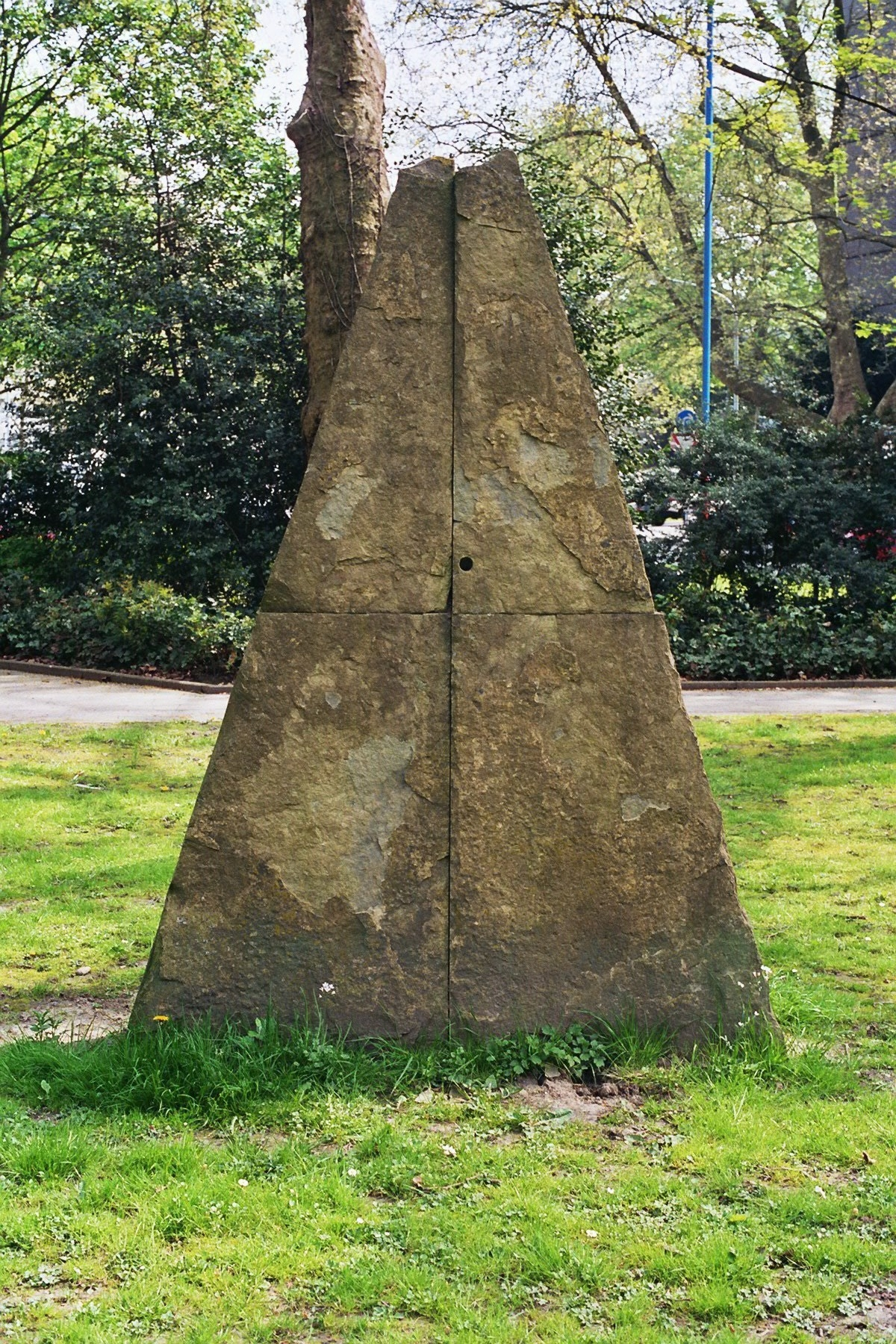
Dolomit (1983) - Essen
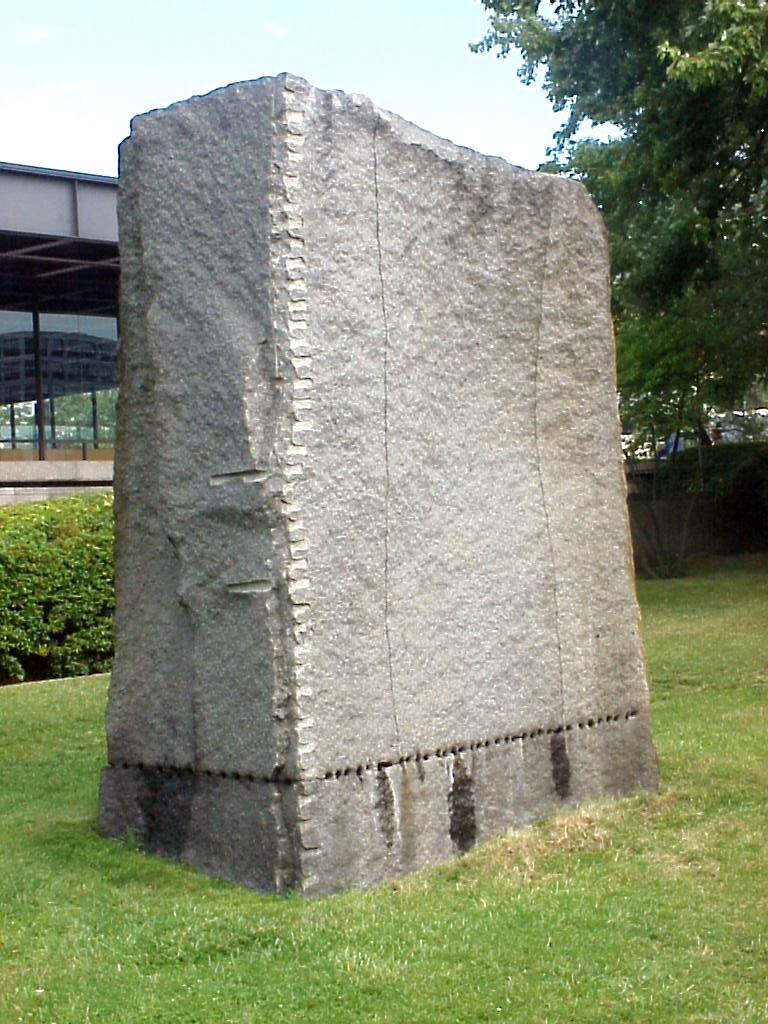
Granit (Normandie) 1985 Neue Nationalgalerie Berlijn
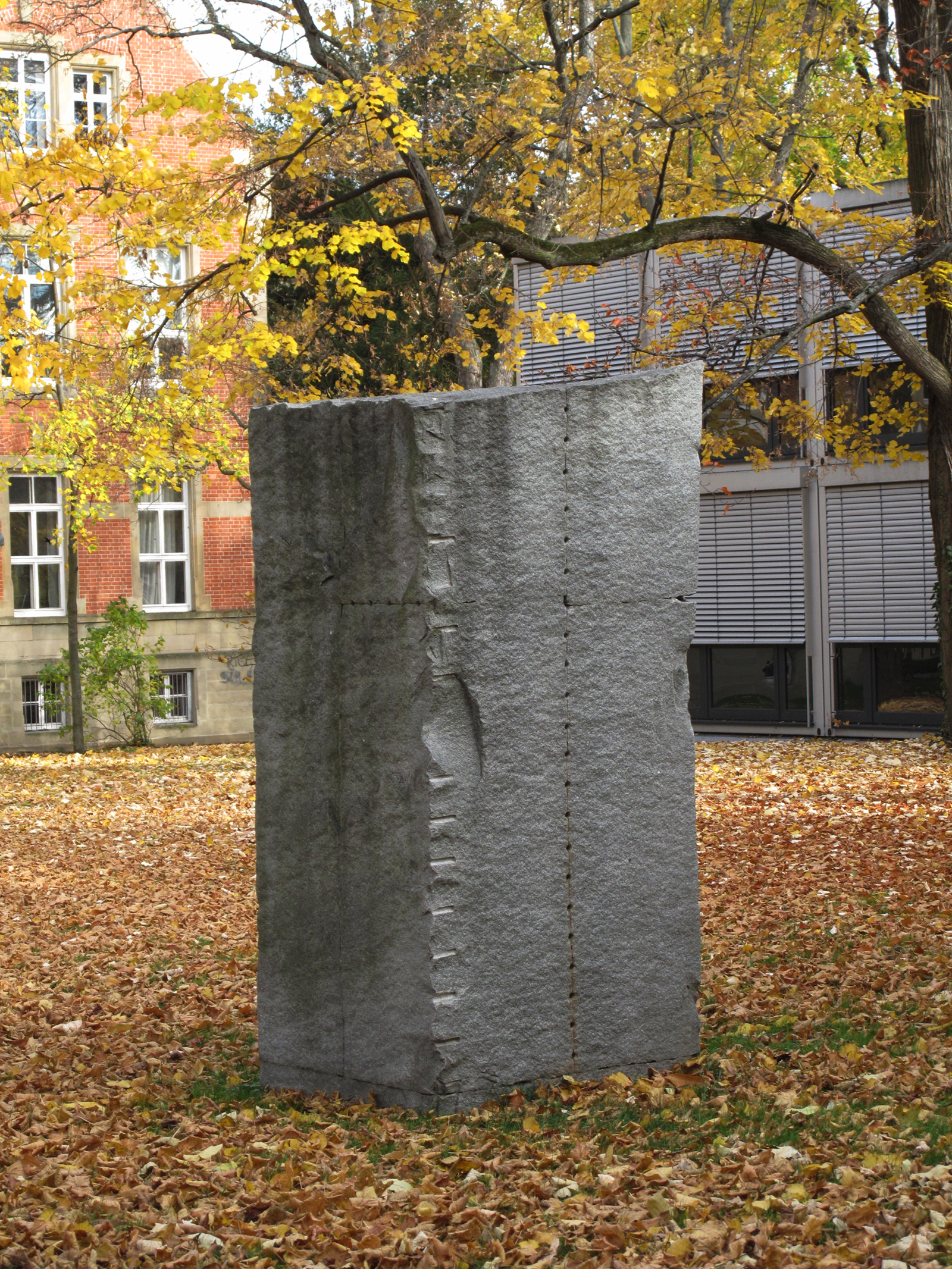
Finnischer Granit (1987), Stuttgart
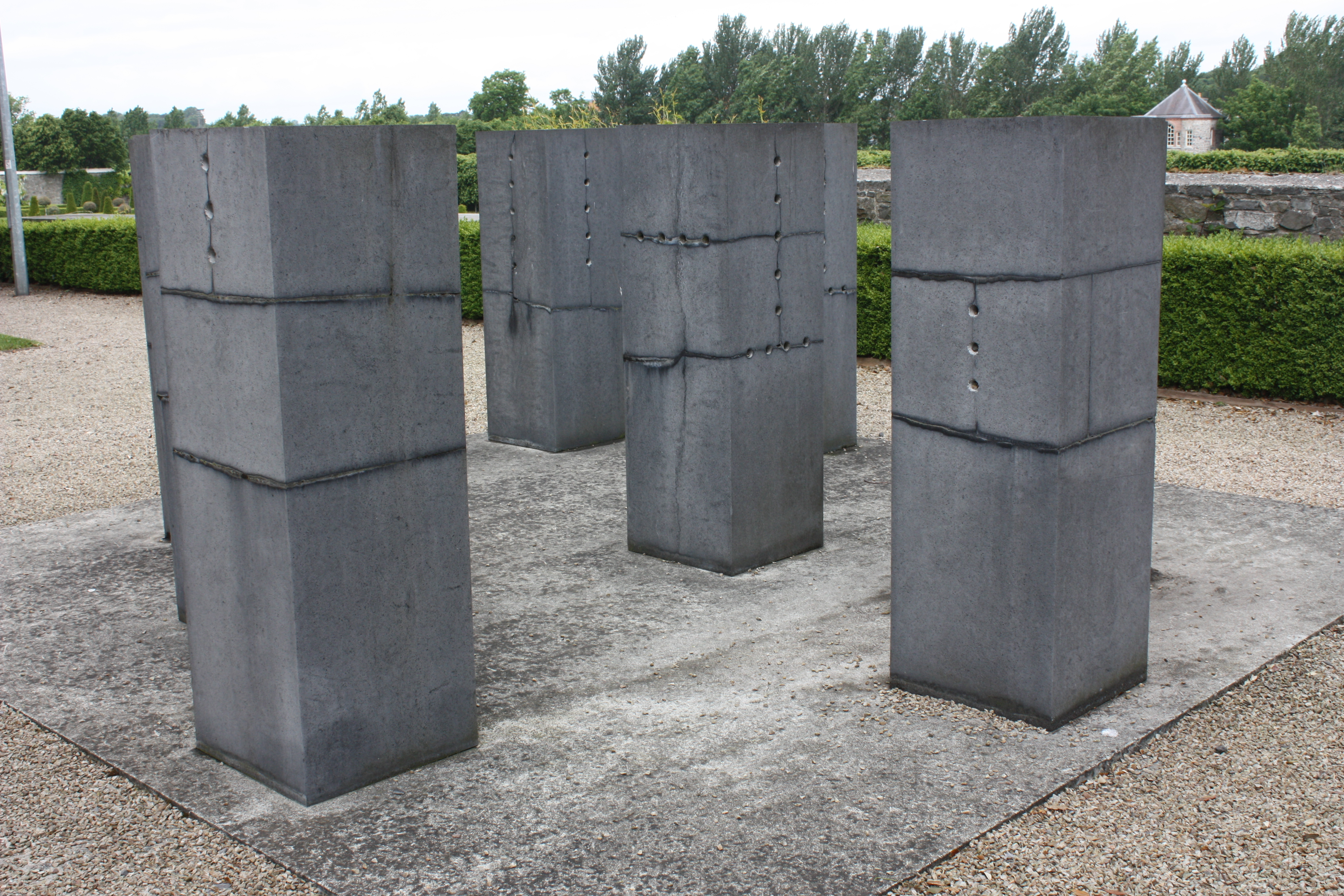
Limestone - 8-delig (1988), Irish Museum of Modern Art in Dublin
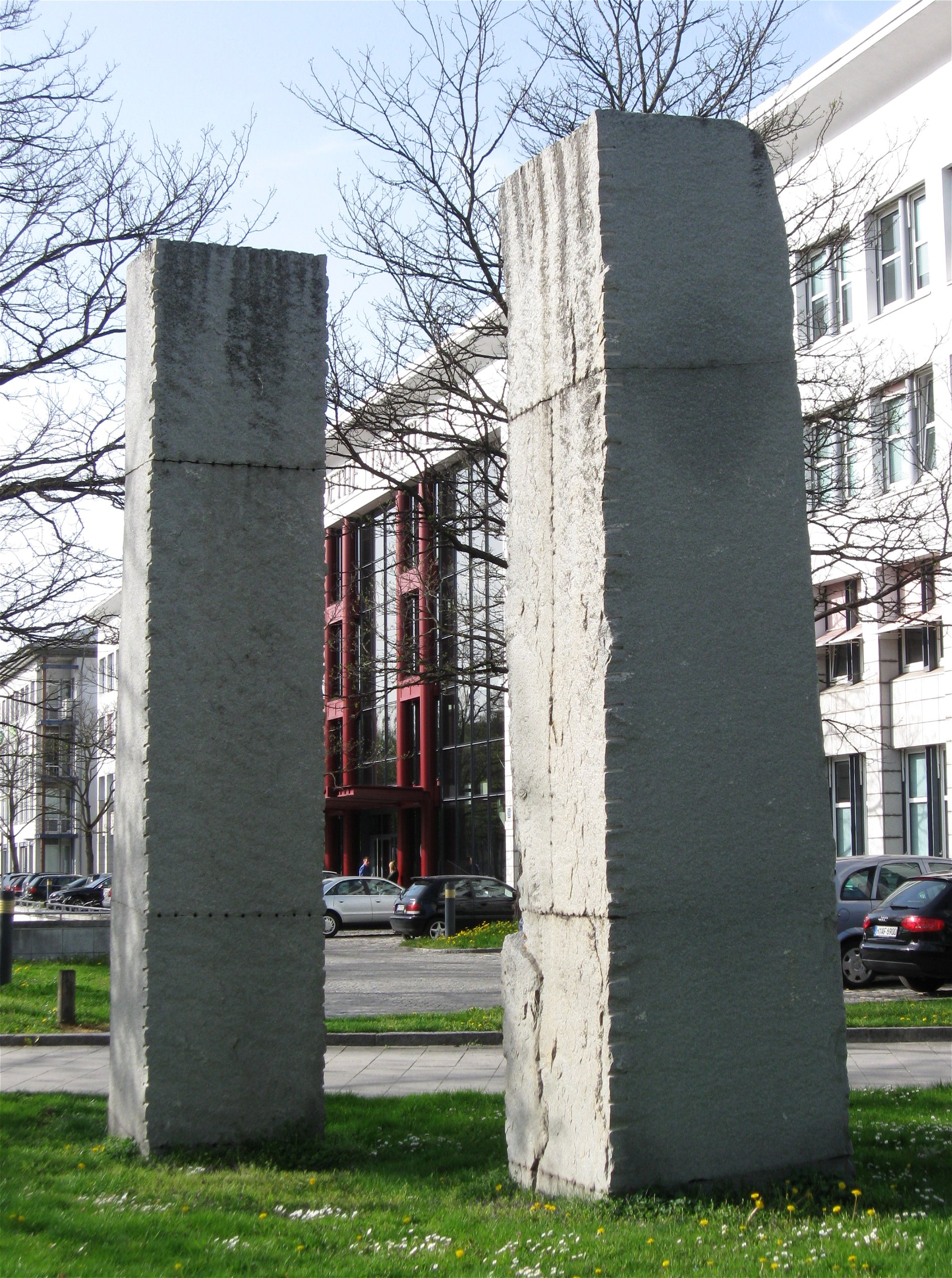
Finnischer Granit gespalten (1992/93), Goethe-Institut in München
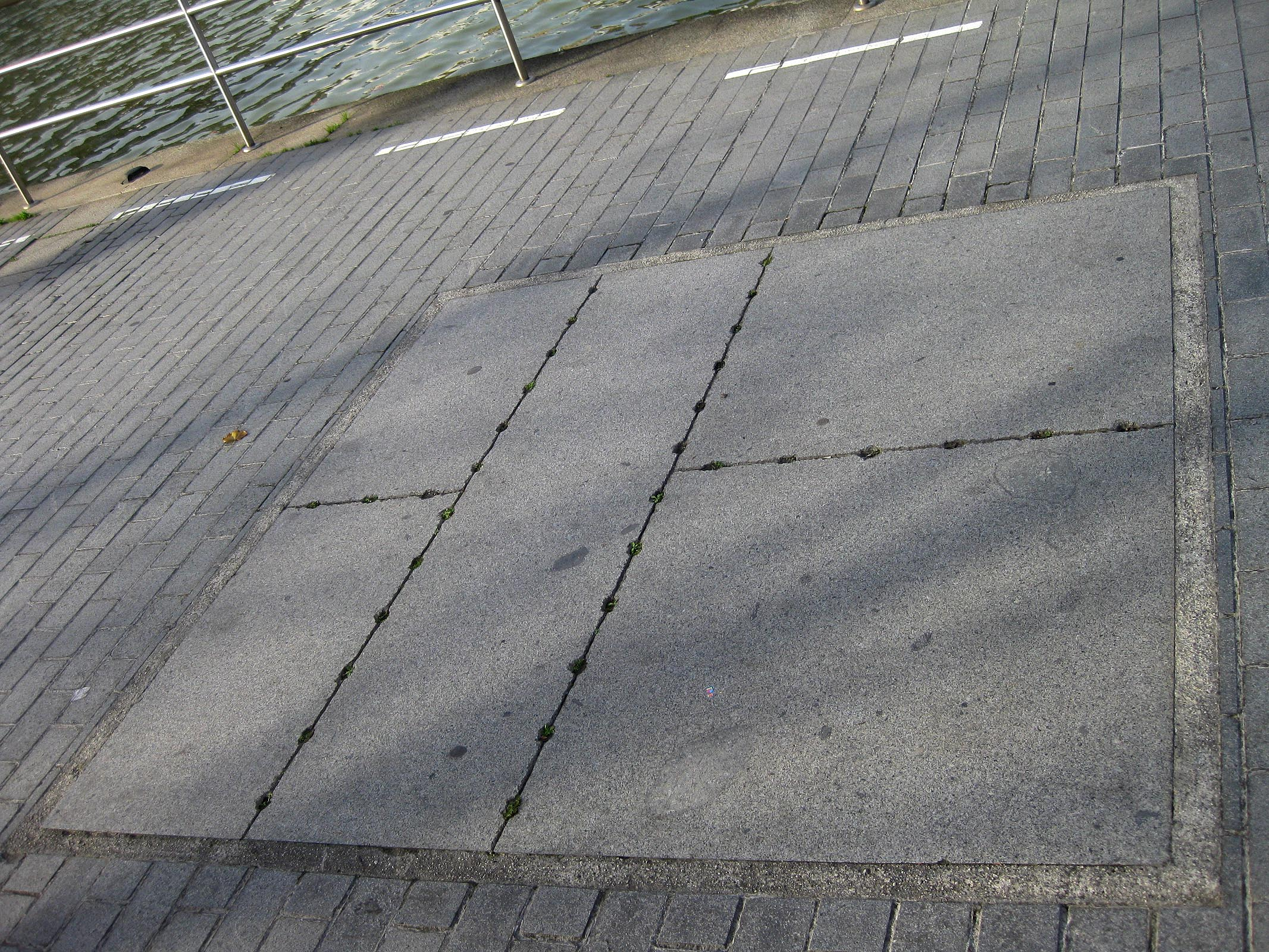
Zonder titel - 11-delig (2003), Muelle de Evaristo Ghurruca in Bilbao